# Fölöstöm
Fölöstöm (németül Fürstenfeld) osztrák város Stájerország Hartberg-Fürstenfeld járásában. A történelmi Ausztria és Magyarország osztrák oldali határán fekvő határváros, ma Kelet-Stájerország egyik kistérségi központja. 2017 januárjában 8472 lakosa volt.

## Elhelyezkedése

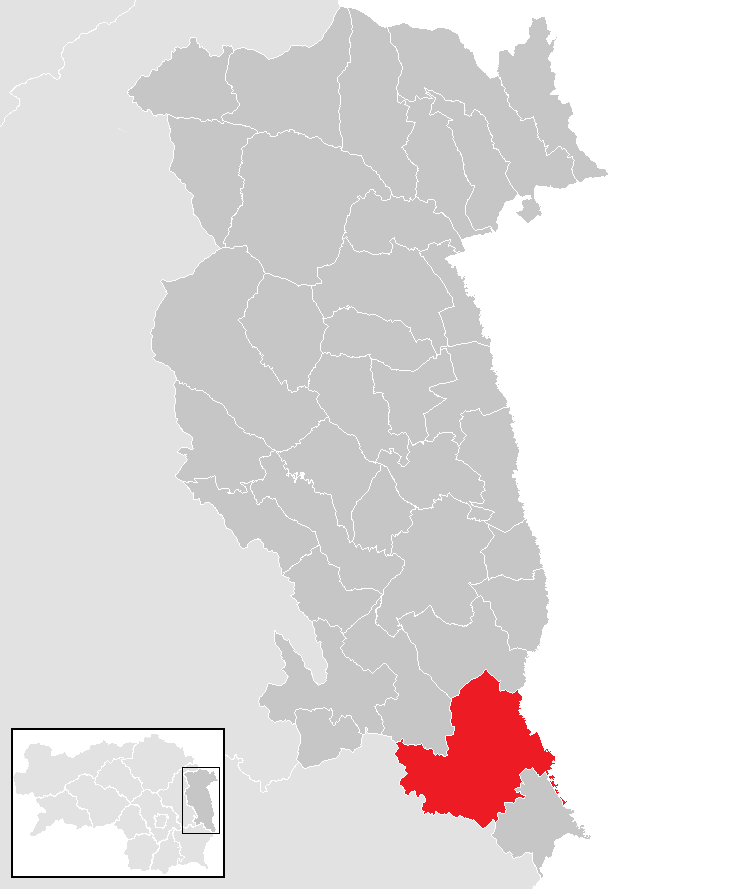
Fölöstöm a Hartberg-fürstenfeldi járásban

Fölöstöm a tartomány délkeleti részén, a burgenlandi határ mellett, a Feistritz folyó mentén fekszik, Graztól 60 kilométerre keletre, Hartbergtől 38 kilométerre délre, Szentgotthárdtól 23 kilométerre nyugatra. Közlekedési kapcsolatai jók: tőle nyugatra halad el az A2-es autópálya. Itt találkoznak a B57A, a B319-es és a B65-ös főutak.
A városi önkormányzat igazgatása 8 települést egyesít, melyek alfabetikus sorrendben az alábbiak: Altenmarkt bei Fürstenfeld (655 lakos), Ebersdorf (59), Fölöstöm (6137), Hartl bei Fürstenfeld (209), Rittschein (182), Speltenbach (147), Stadtbergen (326) és Übersbach (693). 
A környező önkormányzatok: délkeletre Loipersdorf bei Fürstenfeld, délre Unterlamm, nyugatra Söchau, északnyugatra Großwilfersdorf, északra Bad Blumau, keletre Radafalva (Burgenland).

## Története

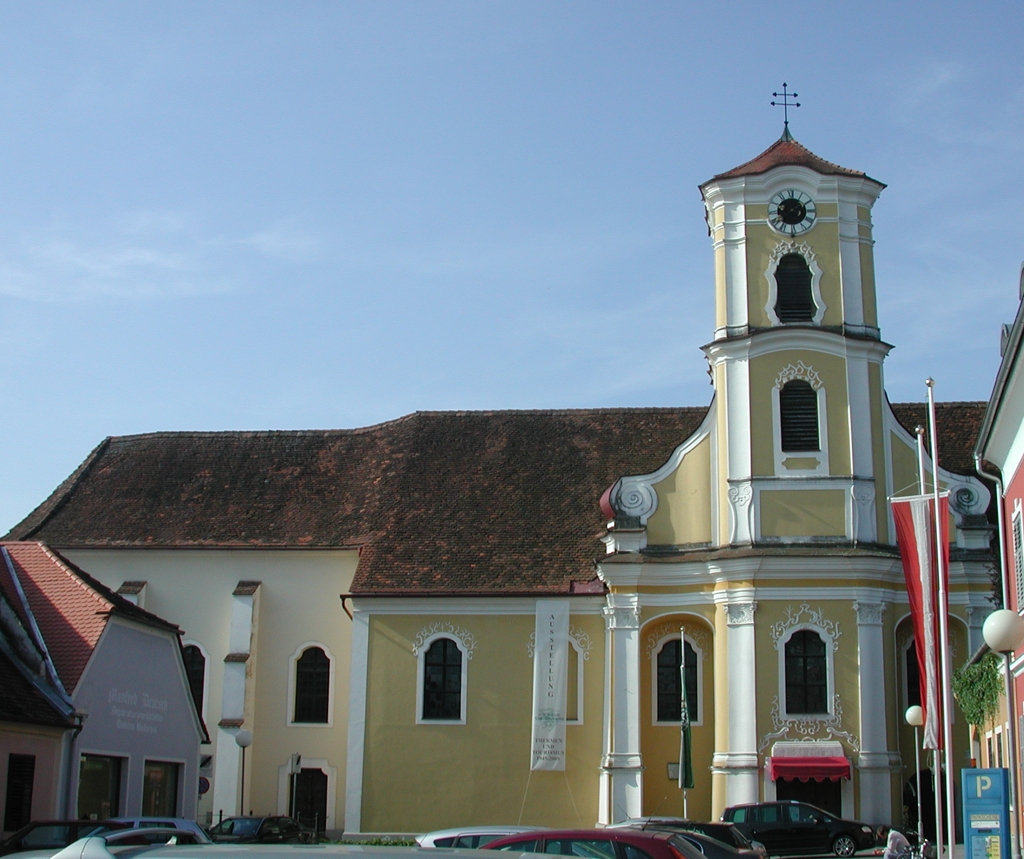
Az ágostonosok temploma

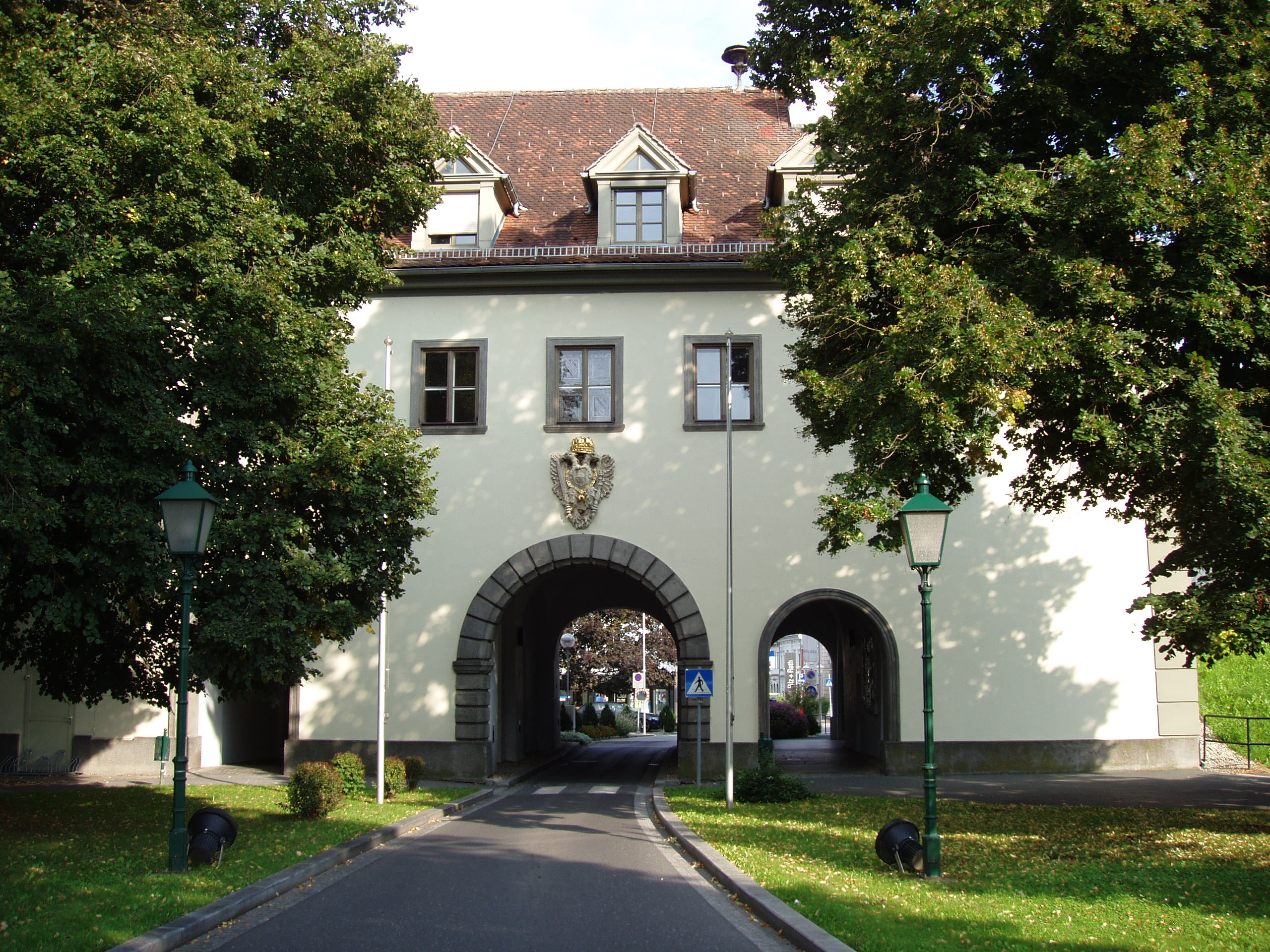
A Grazer Tor (ma városháza)

A város területén az újkőkorból származnak az első bizonyítékok az emberek jelenlétére. A bronzkori urnamezős kultúra jelenlétéről cserépedények és szerszámok tanúskodnak. A régészek római kori leletekre is bukkantak.
A 6. században szlávok telepedtek meg a népvándorlás elől Itáliába menekülő korábbi lakosok helyén. A régió a 8. században a Frank Birodalom fennhatósága alá került és bajorok kezdtek betelepülni a térségbe; azonban a 9. század végétől a honfoglaló magyarok támadásai miatt a lakosok nagy része elmenekült. 1042-1044 között III. Henrik császár a Lapincsig és a Lajtáig tolta vissza a német-magyar határt, amelyet erődök védővonalával erősített meg. Ebbe a védvonalba illeszkedett Fölöstöm (Fürstenfeld) vára, melyet IV. Ottokár stájer őrgróf alapított 1170 körül. 
A vár mellett, a mai Hauptstraße mentén kis település jött létre, ahol 1078-ban már vásárt tartottak. Erre emlékezve ünnepelték meg 1978-ban a város alapításának 800 éves évfordulóját. A település a stájer hercegek birtokában maradt (erre utal neve is: Fürstenfeld=Hercegmező). Első írásos említése 1183-ból származik. 
1200 körül a johannita rend telepedett meg Fölöstömben, ők építették az első templomot. 1215-1220 között a települést VI. Lipót osztrák herceg támogatásával fejlesztették. 1232-ben már mezővárosként (Forum et Civitas) hivatkoznak rá. Ugyanebben az évben a johanniták plébániatemplomi jogokat szereztek egyházuknak. 1277-ben Habsburg Rudolf városi jogokat adományozott Fölöstömnek. 1362-ben IV. Rudolf osztrák főherceg engedélyezte ágostonos szerzetesek megtelepedését, akik 1365-1368 között felépítették templomukat és kolostorukat. 
1418-ban a magyarok kifosztották a várost. Az újjáépítés elősegítésére II. Ernő osztrák herceg engedélyezte a városnak a must és a bor szabad kereskedelmét. 1469-ben az Andreas Baumgartner-féle nemesi felkelésben a város árulással jutott a lázadók kezére. Néhány hónappal később, 1469. július 29-én a kapuknál került sor a fölöstömi csatára, amelyben Baumkircher vereséget mért a császári csapokra. Az ütközetben a város több épülete romba dőlt és a sebesültek ellátásán túl egy járvány is súlyosbította a lakosok helyzetét. 

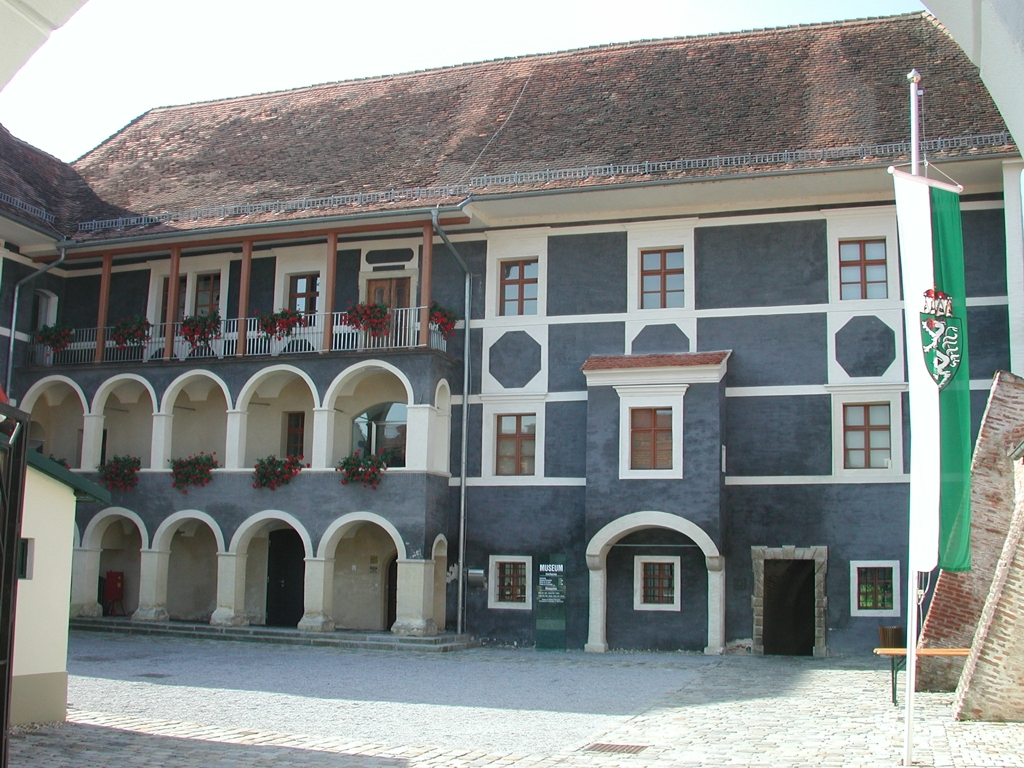
A Pfeilburg

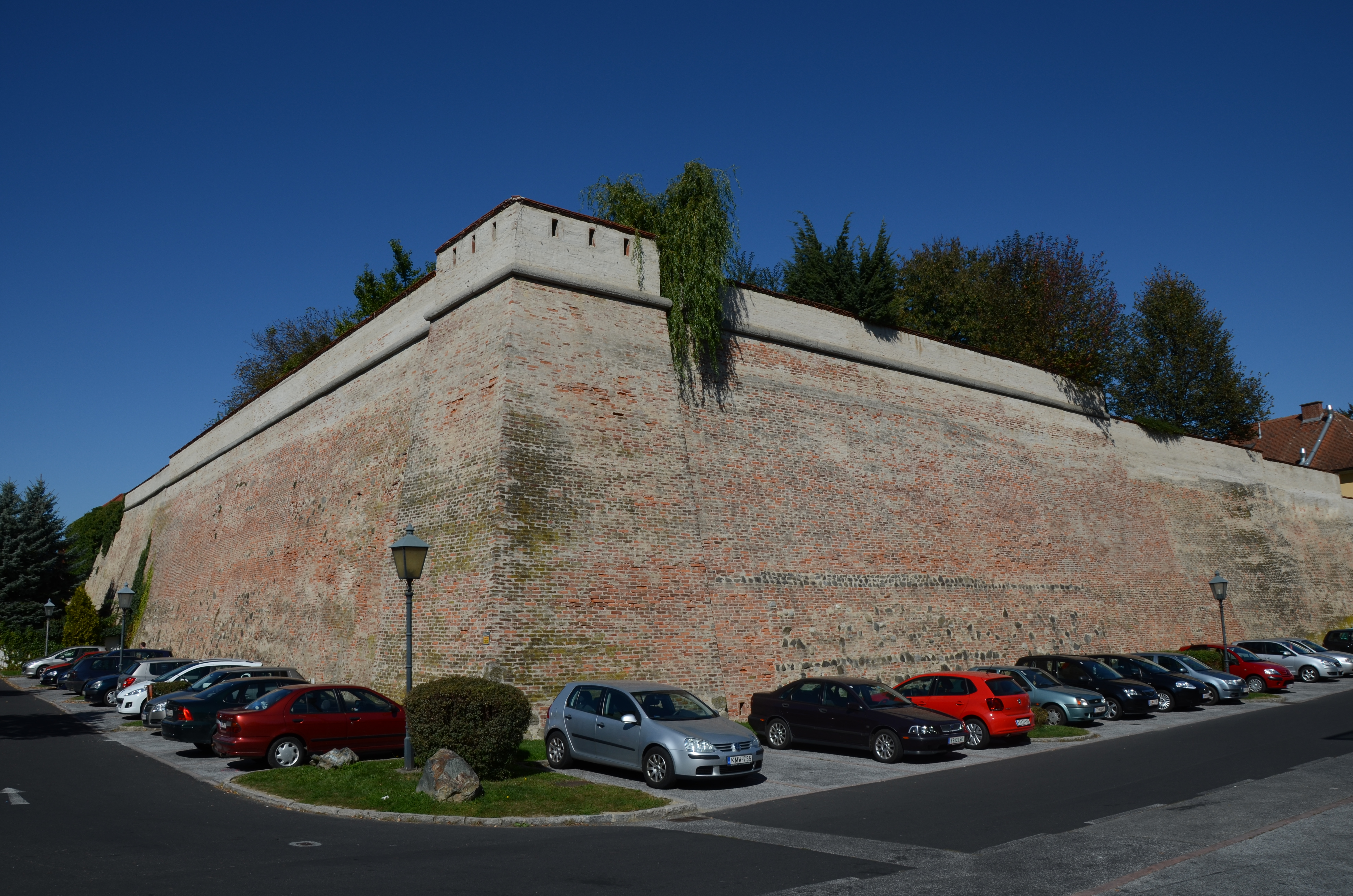
A Magyarbástya

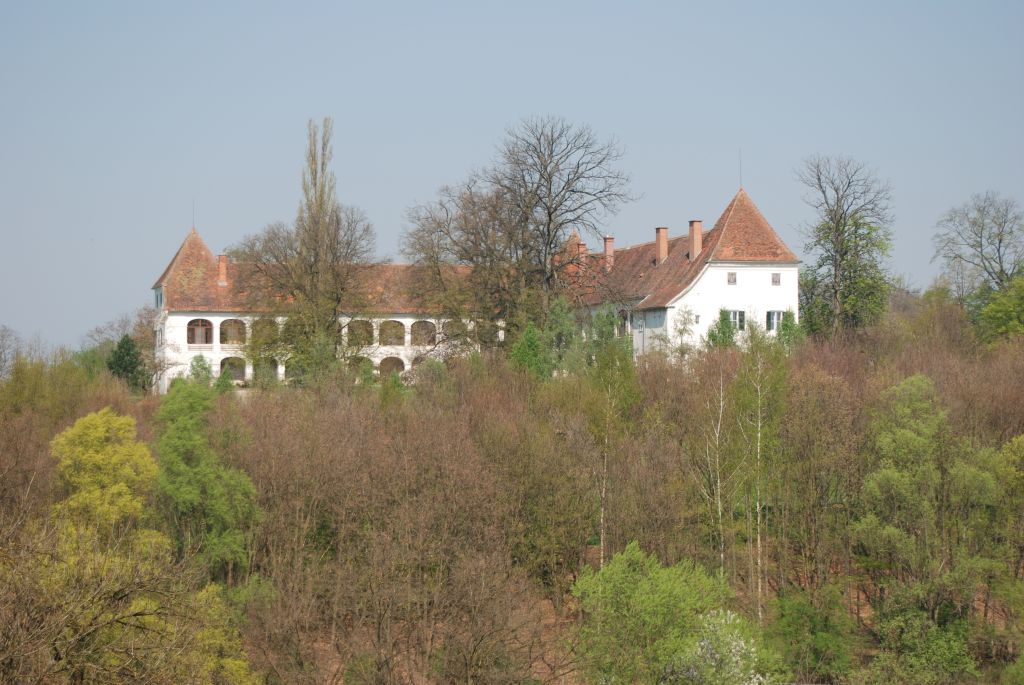
A Welsdorf-kastély

1480. május 26-án Mátyás magyar király ostromolta meg és foglalta el Fölöstömöt, majd 11 évig megszállva tartotta. 500 polgárt foglyul ejtettek és Budára vitték őket. Az ágostonos kolostor és néhány környező ház leégett. A magyar megszállás után 1503-ban, 1504-ben és 1509-ben is tűzvészek pusztítottak. Egy 1543-as jelentés szerint a házak majd fele üresen állt.
A középkori városmagot egy téglalap alaprajzú, hat toronnyal megerősített fallal vették körbe. Az erődítményt 1533-ban átépítették, egyes részei (Magyarbástya, Malombástya, Kolostorbástya, Kastélybástya, Nyílerőd) ma is állnak. 1556-1581 között a város védelmét az olasz Domenico dell´Allio tervei szerint megerősítették; ennek ellenére 1605-ben Bocskai hajdúi elfoglalták és kifosztották Fölöstömöt. 92 ház leégett, a templom elpusztult. A török veszély miatt 1664-ben a városfalat megerősítették. A győztes szentgotthárdi csata idején a településen ispotály és menekülttábor működött. 1679-1681 között a térséget a pestisjárvány sújtotta.
1704-ben Károlyi Sándor vezényletével Rákóczi kurucai fogták ostrom alá Fölöstömöt, de egy 3 ezer horvátból álló felmentő sereg elűzte őket. 1772-ben a templomot átépítették.
1809-ben egy rövid csata után Napóleon francia csapatai megszállták a várost. 1815–1848 között gazdasági fellendülés következett be, a lakosok száma 1600-ról 3000-re nőtt. 1850 és 1900 között Fölöstöm lakóinak száma lassan 3500 főről 4000-re növekedett. Gazdaságát egy nagy, 2000 munkást dolgoztató dohánygyár, valamint a komló termesztése és kereskedelme jellemezte. 
1900-ban egy újabb gazdasági fellendülés következett, melynek következtében létrehozták a csatornahálózatot, az elektromos műveket, a vízvezetékrendszert, valamint megépült a népiskola, a tartományi kórház és az evangélikus templom. A lakosok száma 3800-ról 5500-ra nőtt. 1909-ben nyitották meg a gimnázium – az első középfokú iskola Kelet-Stájerországban – első osztályát. 1920-ban fürstenfeldi fegyverrablásként híresült el a magyar szabadcsapatok egyik akciója, mely során Francia Kiss Mihály vezetése alatt álló fegyveresek egy rajtaütés keretében kifosztották a város egyik fegyverraktárát. Ez a katonai akció tekinthető a későbbi nyugat-magyarországi felkelés közvetlen előzményének.
A nagy gazdasági világválság főleg a dohánygyárra volt drámai hatással 1929 és 1933 között. Az 1920-as évek végén és az 1930-as években Fölöstöm volt az NSDAP ausztriai ágának egyik központja. Az Anschlusst követően Fürstenfeld a Fürstenfeldi körzet székhelye lett, mely 70 burgenlandi község hozzákapcsolása után jelentősen nagyobb vonzáskörzetet jelentett. A második világháború végén, 1945. április 11-én a szovjet légierő bombázta a várost, majd április 15-én a Vörös Hadsereg bevonult. A Wiking 5. SS-páncéloshadosztály ezt megelőzően tervezte a lakosság kimenekítését, de üzemanyaghiány miatt lemondtak az akcióról. A harcokban – amelyben német oldalon részben 14-15 éves Hitlerjugend-tagok vettek részt – 66 polgári lakos vesztette életét. A plébániatemplom hagymakupoláját a németek rombolták le a jobb stratégiai pozíció kiépítése érdekében. A templomot 1948-ban, a kupolát 1988-ban állították helyre. 
1956-ban a város befogadta a magyar menekülteket. 2012-ig a város a Fürstenfeldi járás központja volt; ekkor a járást egyesítették a Hartbergivel és az új egységnek Hartberg lett a székhelye. A 2015-ös stájerországi közigazgatási reform során az addig önálló Altenmarkt és Übersbach községeket a városhoz csatolták.

## Lakosság
A fölöstömi önkormányzat terület 2017 januárjában 8472 fő élt. A lakosságszám 1971 és 2001 között gyarapodó tendenciát mutatott, majd egy átmeneti visszaesés után ismét növekedni kezdett. 2015-ben a helybeliek 92,7%-a volt osztrák állampolgár; a külföldiek közül 1,5% a régi (2004 előtti), 3,5% az új EU-tagállamokból érkezett. 1,4% a volt Jugoszlávia (Szlovénia és Horvátország nélkül) vagy Törökország, 0,9% egyéb országok polgára. 2001-ben a lakosok 78,8%-a római katolikusnak, 9,9% evangélikusnak, 2,5% muszlimnak, 7,1% pedig felekezet nélkülinek vallotta magát. Ugyanekkor 54 magyar (0,9%) élt a városban.

## Látnivalók

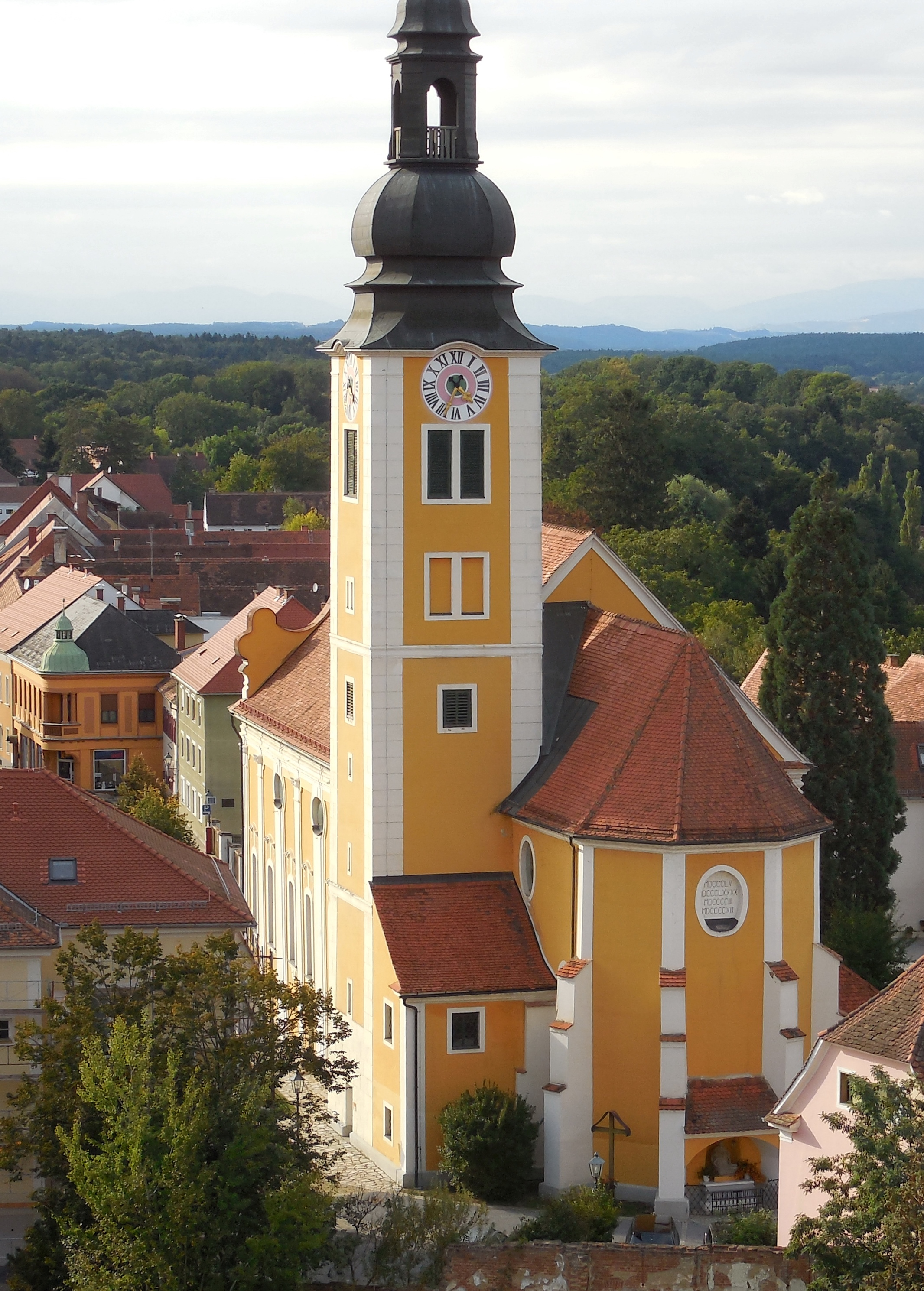
A Keresztelő Szt. János-plébániatemplom

- a Keresztelő Szt. János-plébániatemplomot 1170 körül alapították. 1605-ben a hajdúk elpusztították. 1773-1779 között rokokó stílusban átépítették.
- az ágostonos remeterend temploma 1365-1368 között épült. 1964-ben a már-már összedőléssel fenyegető templomot renoválták, ma múzeum található benne.
- az evangélikus templom 1908-1910 között épült szecessziós stílusban
- a Pfeilburg legrégebbi része a 13. században lakótorony volt. Itt kezdte működését 1693-ban Ausztria első dohányüzeme. Ma múzeum.
- a Magyarbástya (Ungarbastei) a 16. századi török elleni erődítések megmaradt része. 1775-ben elvesztette korábbi funkcióját.
- a Grazer Tor ("Grazi kapu") a régi városfal kapuerődjéből lett átalakítva. Ma itt működik a városháza.
- a régi városháza (ma zeneiskola).
- a Máltai lovagrend komtúriája
- az übersbachi Welsdorf-kastély
- a fölöstömi szabadtéri medence 23 ezer m²-es vízfelületével a legnagyobb Közép-Európában. Az 1966-ban létesített strand vonzereje a szomszédos Bad Blumau-i és loipersdorfi termálfürdők megépítésével visszaesett.

## Gazdaság

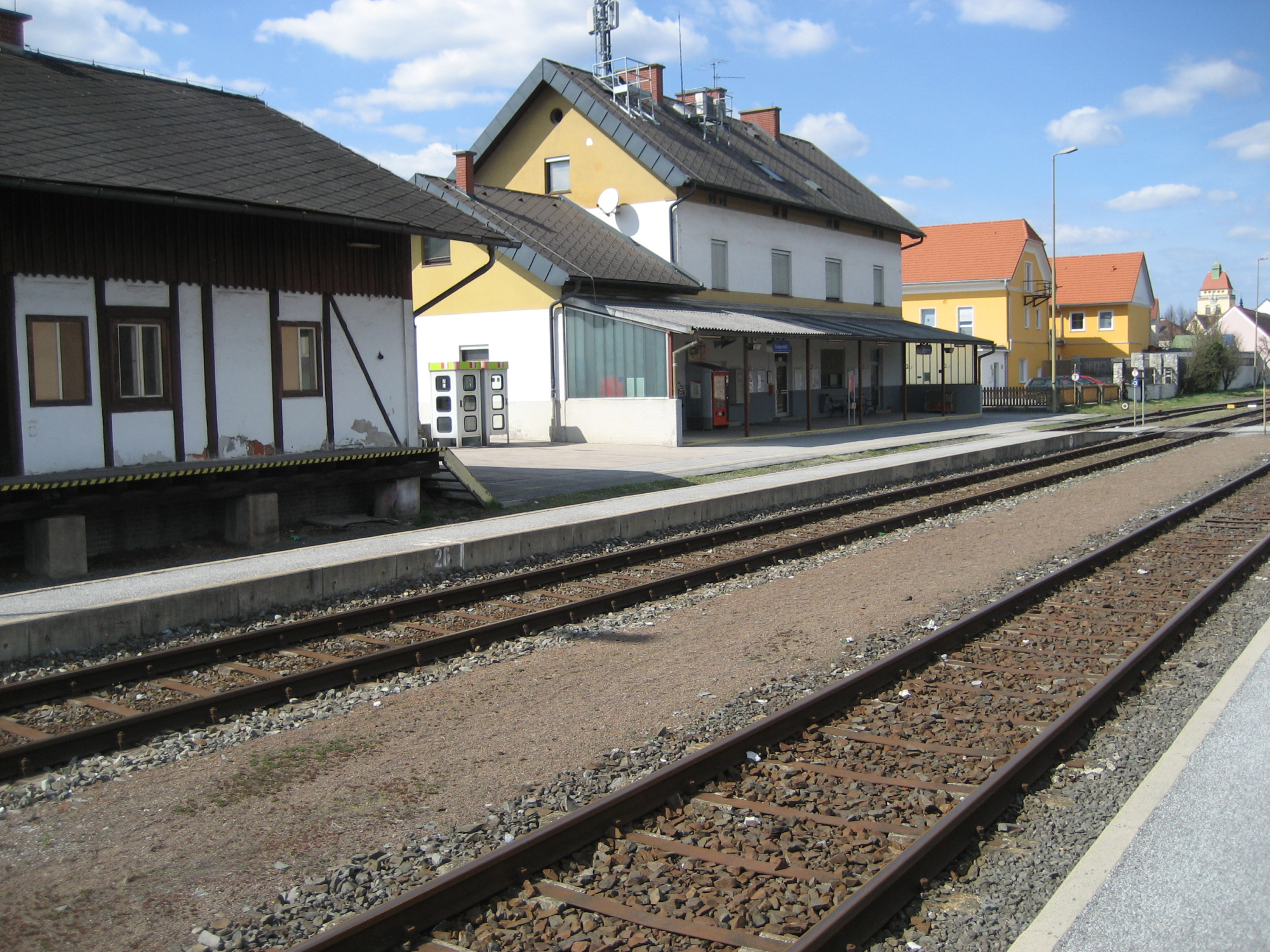
A vasútállomás

Fölöstöm legfontosabb iparága a 17. század vége óta a dohánytermékek előállítása volt, az üzem 1901-ben 2200 főt foglalkoztatott. A gyárat 2005-ben bezárták, épületét 2015-ben nagyrészt lebontották. Ma a legnagyobb foglalkoztató a 800 dolgozót alkalmazó, japán tulajdonú Nidec (2017 előtt a Secop GmbH), amely hűtőgépekbe gyárt kompresszorokat.  
Az elektromosságot többek között négy, a Feistritz folyóra épített vízierőmű szolgáltatja. 

### Közlekedés
Fürtsenfeld közlekedési kapcsolatai Graz felé jók, a várostól nyugatra oldalán halad el az A2-es autópálya, és innen fog kiágazni az S7-es autóút csatlakozva az M8-as autóúthoz.
Fürstenfeld vasúti kapcsolatot 1885. október elsején kapott, amikor elkészült a Fehring–Fürstenfeld vasútvonal. Hartbergig, északi irányban, 1891. október 19-én hosszabbították meg. 1905. október 15-én elérte a vonal Friedberget. Friedberg és Aspang közötti utolsó szakasz csak 1910. október 11-én készült el. A Fürstenfeld vasút így csak megkésve tudott csatlakozni a már 1881. október 28-án átadott Bécs-Aspang vasútvonalhoz.

## Híres fölöstömiek
- Franz Buxbaum (Liebenau, 1900. február 25. – Fürstenfeld, 1979. február 7.) osztrák botanikus, a 20. század közepének egyik legnagyobb kaktuszkutatója és szakírója. Botanikai szakmunkákban nevének rövidítése: „Buxb.”.
- Ludwig Hautzmayer őrnagy (1893. április 25. Fölöstöm – 1936. december 6. Croydon) az Osztrák–Magyar Monarchia 7 légi győzelmet arató ász pilótáinak egyike volt.
- Druglányi Dániel 19. században élt evangélikus lelkész.
- Aquila János a 14. században született, a 15. században élt freskófestő és építész. 1405-ben festette ki műhelyével a fölöstömi ágostonos templom szentélyét.

## Testvérvárosok
- Zug, Svájc
- Körmend, Magyarország
- Felsővisó, Románia
- Aindling, Németország

## Fordítás
- Ez a szócikk részben vagy egészben  a   Fürstenfeld című német Wikipédia-szócikk ezen változatának fordításán alapul.  Az eredeti cikk szerkesztőit annak laptörténete sorolja fel. Ez a jelzés csupán a megfogalmazás eredetét és a szerzői jogokat jelzi, nem szolgál a cikkben szereplő információk forrásmegjelöléseként.